# П'єтро Грассо
П'єтро Грассо (італ. Pietro Grasso; нар. 1 січня 1945, Ліката, Агрідженто, Сицилія) — італійський юрист і державний діяч, голова Сенату Італії (2013-2018). З 14 січня по 3 лютого 2015 виконував обов'язки президента Італії.

## Біографія
Народився у 1945 році у Лікаті (провінція Агрідженто, Сицилія). Роботу в правоохоронній системі почав 5 листопада 1969, з 4 травня 1971 обіймав посаду претора (мирового судді) у Баррафранці на Сицилії, з 29 вересня 1972 року працював у Прокуратурі Республіки в Палермо, у 1980 році проводив розслідування вбивства президента регіону П'єрсанті Маттарелла. 10 жовтня 1984 був переведений в суд Палермо, а у вересні 1985 року призначений членом колегії суддів (giudice a latere) у максіпроцесі над мафією в Палермо, який завершився 16 грудня 1987. У лютому 1989 року був призначений консультантом парламентської антимафіозної комісії, у травні 1991 року отримав призначення у Дирекцію з виконання покарань Міністерства юстиції. Після загибелі судді Джованні Фальконе у Капачі замінив його у Центральній комісії програм захисту свідків і інформаторів (Commissione Centrale per i programmi di protezione nei confronti di testimoni e collaboratori di giustizia). З січня 1993 року працював у Національному управлінні по боротьбі з мафією, де у співпраці з прокуратурою Палермо брав участь у розслідуванні, яке привело до арешту Леолуки Багареллі, що входив до числа найбільш небезпечних босів Cosa Nostra. У травні 1999 року був призначений помічником національного прокурора по боротьбі з мафією, а 5 серпня того ж року став прокурором Республіки в Палермо, де під його керівництвом здійснені арешти 1779 мафіозі, схоплені 13 з 30 найбільш небезпечних злочинців, 380 засуджені на довічне ув'язнення, сотні інших засуджені в цілому на тисячі років ув'язнення (в тому числі за зв'язки між мафією і політикою). З 25 жовтня 2005 по 27 грудня 2012 року — національний прокурор по боротьбі з мафією.
Обраний у Сенат Італії від Демократичної партії 24 лютого 2013, з 16 березня 2013 року — голова Сенату (за нього проголосували у другому турі 137 сенаторів, 117 голосів отримав висунутий партією Сільвіо Берлусконі Ренато Скіфані.
18 квітня 2013 у другому турі спільного голосування палат парламенту в ході виборів президента Італії Грассо увійшов до числа кандидатів і отримав 2 голоси (всього турів було шість, вибори тривали з 18 по 20 квітня 2013 року, переможцем вийшов Джорджо Наполітано).